# Thomas Insuk Hong
Thomas Insuk Hong (* 2. Juli 1997 in Seoul) ist ein US-amerikanischer Shorttracker.

## Werdegang
Hong, der in Seoul geboren wurde und im Alter von vier Jahren mit seiner Familie in die Vereinigten Staaten nach Maryland zog und dort aufwuchs, trat international erstmals bei den Olympischen Jugend-Winterspielen 2012 in Innsbruck in Erscheinung. Dort wurde er Achter über 1000 m und jeweils Vierter über 500 m und mit der Staffel. Bei den Juniorenweltmeisterschaften 2014 in Erzurum errang er den achten Platz mit der Staffel und den siebten Platz im Mehrkampf und bei den Juniorenweltmeisterschaften 2015 in Osaka den 17. Platz im Mehrkampf und den 11. Platz mit der Staffel. Sein Debüt im Weltcup hatte er im Oktober 2015 in Montreal. Dabei belegte er den 20. Platz über 500 m und den 15. Rang über 1000 m. Im Dezember 2016 erreichte er in Gangneung mit dem dritten Platz mit der Staffel seine erste Podestplatzierung im Weltcup. Im folgenden Monat holte er bei den Juniorenweltmeisterschaften in Innsbruck die Bronzemedaille mit der Staffel. Bei den Weltmeisterschaften 2017 in Rotterdam wurde er Siebter mit der Staffel. In der Saison 2017/18 holte er in Shanghai mit der Staffel seinen ersten Weltcupsieg und errang in Seoul den dritten Platz mit der Staffel. Beim Saisonhöhepunkt, den Olympischen Winterspielen 2018 in Pyeongchang, lief er auf den 23. Platz über 500 m und auf den fünften Rang mit der Staffel. Bei den Weltmeisterschaften 2018 in Montreal wurde er Sechster mit der Staffel und belegte bei den Weltmeisterschaften 2019 in Sofia den 28. Platz im Mehrkampf. Im Januar 2020 gewann er bei den Vier-Kontinente-Meisterschaften 2020 in Montreal über 1500 m und mit der Staffel jeweils die Bronzemedaille.

## Persönliche Bestzeiten
- 500 m      40,601 s (aufgestellt am 28. Januar 2017 in Innsbruck)
- 1000 m    1:23,844 min (aufgestellt am 10. November 2018 in Salt Lake City)
- 1500 m    2:13,785 min (aufgestellt am 29. Januar 2017 in Innsbruck)

## Weltcupsiege im Team
| Nr. | Datum             | Ort        |
| --- | ----------------- | ---------- |
| 1.  | 12. November 2017 | Shanghai 1 |